# Philodryas argentea
Espèce
Synonymes
- Coluber argenteus Daudin, 1803
- Oxybelis argenteus (Daudin, 1803)
- Xenoxybelis argenteus (Daudin, 1803)
- Philodryas argenteus (Daudin, 1803)

Statut de conservation UICN

 LC  : Préoccupation mineure
Philodryas argentea  est une espèce de serpents de la famille des Dipsadidae.

## Répartition et habitat
Cette espèce se rencontre au Guyana, en Guyane, au Venezuela, au Brésil dans l’État de Pará, en Colombie, en Équateur, au Pérou, en Bolivie et au Paraguay. Elle vit dans la forêt tropicale humide.

## Description

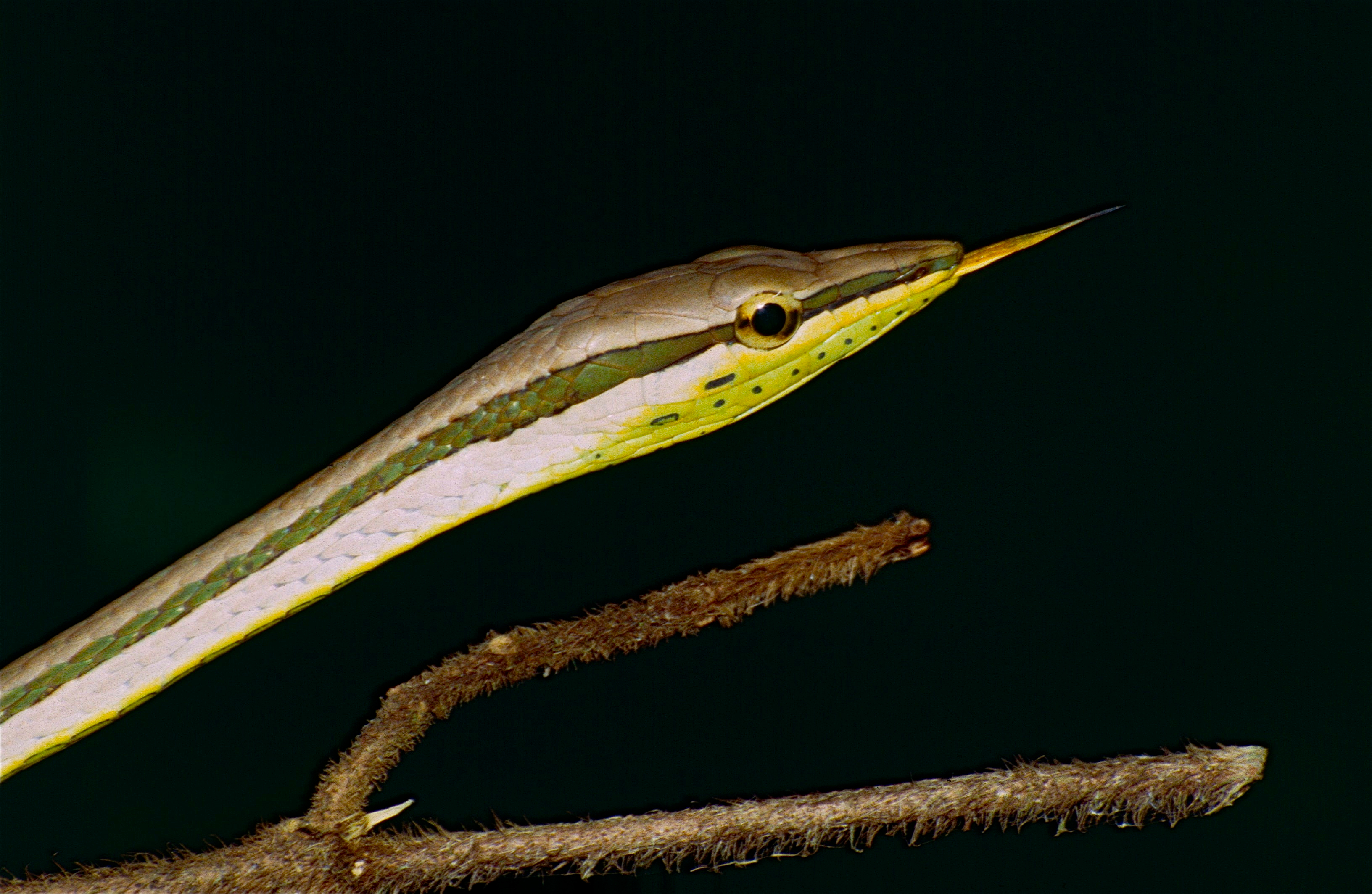
Détail de la tête

## Taxinomie
François Marie Daudin a décrit en 1803 Philodryas argentea sous le protonyme Culuber argenteus (couleuvre argentée).

## Publication originale
- Daudin, 1803 : Histoire Naturelle Generale et Particuliere des Reptiles. F. Dufart, Paris, vol. 6 (Couleuvre argentée texte intégral).